# 김택수 (1954년)
김택수(金澤秀, 1954년 3월 23일 ~)은 대한민국의 헌법재판소 사무처장을 역임한 법조인이다.

## 생애
1954년 3월 22일에 태어난 김택수는 서울대학교 법학과를 졸업하고 1977년 제19회 사법시험에 합격하여 1979년 사법연수원 9기를 수료하고 판사에 임용되었다. 1992년부터 1년동안 대법원 재판연구관을 거쳐 1998년에 부장판사에 승진하여 서울지방법원 등에서 재판장으로 재직하다 2000년에 법무법인 광장에서 변호사 개업을 하였다. 2007년에 국무총리 산하 행정심판위원회 위원으로 임명되어 2010년까지 재직하다 2010년 5월에 차관급인 헌법재판소 사무차장, 2012년 2월에 장관급인 헌법재판소 사무처장에 임명되어 재직하다 퇴임한 이후인 2013년 9월부터 법무법인 광장에서 변호사를 하고 있다.